# TVN (Jižní Korea)
TVN, stylizovaný jako tvN je jihokorejský kabelový televizní kanál ve vlastnictví společnosti CJ ENM, který je k dispozici na kabelových, SkyLife a IPTV platformách.

## Vysílané seriály
- Čeongčungirok (Obrazy z mládí)
- Josinkangnim
- Kimpisoka wä kurolkka
- Haibai, Mama!  (Ahoj, mami, zatím!)
- Hotel del Luna
- Namdžačchingu
- O na-ŭi küsinnim
- Saikojiman Gwaenchana (Dotkni se mých ran)
- Sarangui bulsičchak  (Láska padá z nebe)
- Seulgiroun Euisasaenghal (Nemocniční playlist)
- Seutateueop (Start-Up)
- Ssauča küsin-a
- Ssŭlssŭlhago čchanranhansin – Tokkäbi